# La Freccia Azzurra (romanzo)
La Freccia Azzurra è un libro per bambini scritto da Gianni Rodari e pubblicato per la prima volta nel 1954.

## Storia editoriale
La prima edizione, intitolata Il viaggio della Freccia Azzurra, apparve nel 1954 per l'editore CDS di Firenze. Nel 1964 l'autore fece una revisione del testo, che uscì per gli Editori Riuniti col titolo La Freccia Azzurra, che mantenne in tutte le edizioni successive.

## Trama
È la mattina dell'Epifania: la Befana tira fuori dalla soffitta la Freccia Azzurra, un treno elettrico, per esporlo nella vetrina della sua bottega.
Il Macchinista, il Capostazione e gli altri giocattoli della vetrina si animano, quando vedono davanti a essa un bambino, Francesco, che essendo molto povero non può permettersi di comprare nulla e questi se ne va dopo essere stato cacciato via dalla Befana, dato che sua madre non aveva pagato i giocattoli dell'anno scorso.
Tutti i giocattoli allora decidono di fuggire dal negozio e raggiungere Francesco. Con l'aiuto di Spicciola, un cane giocattolo, attuano il proposito, sfuggendo alla Befana.
Dopo varie avventure riescono a raggiungere la casa di Francesco che però è vuota.
In un breve flashback viene raccontata la storia di Francesco, che un tempo faceva lo strillone e, dopo la morte del padre, si era messo a vendere dolci in un cinema. Alcuni furfanti lo rapiscono perché s'intrufoli nel negozio della Befana per permettere loro di rubare il contenuto della cassaforte, ma Francesco richiama l'attenzione delle guardie notturne che li arrestano tutti compreso il bambino che proclama la propria innocenza.
Nel frattempo la serva della Befana, Teresa, dona ai fuggitivi un taccuino con l'elenco dei nomi dei bambini poveri; allora i giocattoli, dato che Francesco non c'è, decidono di donarsi agli altri bambini per renderli felici. Per ultima rimane la Freccia Azzurra, che va al figlio di un povero casellante, che ha eroicamente evitato un incidente ferroviario.
Alla fine Spicciola, che era rimasto fedele a Francesco e lo aveva aspettato sulla soglia di casa sua, non trovando nessuno decide di suicidarsi sotto le ruote di una carrozza, ma poi cambia idea, ed entra a riscaldarsi nella carrozza trovando Francesco (che era stato salvato dalla prigione grazie alla difesa della Befana); Spicciola poi si accorge di essere diventato un cane vero. I due diventano amici e Francesco viene assunto dalla Befana come suo assistente.

## Opere derivate
Il compositore Franco Ballabeni ha ricavato nel 1980 una suite per flauto dolce, violino e percussioni omaggiando La Freccia Azzurra.
Dal libro è stato tratto il film La Freccia Azzurra del 1996 prodotto dalla Lanterna Magica.

## Edizioni
- Gianni Rodari, Il viaggio della Freccia Azzurra, Firenze, Centro Diffusione Stampa, 1954.
- Gianni Rodari, La Freccia Azzurra, illustrazioni di Maria Enrica Agostinelli, Roma, Editori Riuniti, 1964.
- Gianni Rodari, La Freccia Azzurra, illustrazioni di Maria Enrica Agostinelli, Roma, Editori Riuniti, 1974.
- Gianni Rodari, La Freccia Azzurra, collana Topo di biblioteca, Roma, Editrice Piccoli, 1985, ISBN 88-261-7007-X.
- Gianni Rodari, La Freccia Azzurra, collana Universale letteratura per ragazzi, illustrazioni di Maria Enrica Agostinelli, Roma, Editori Riuniti, 1984, ISBN 88-359-2792-7.
- Gianni Rodari, La Freccia Azzurra, collana Fiabe storie filastrocche per mille giorni e più, illustrazioni di Maria Enrica Agostinelli, Roma, Editori Riuniti, 1987, ISBN 88-359-3091-X.
- Gianni Rodari, La Freccia Azzurra, a cura di Vilma Giuffrida, collana La bibliotechina, illustrazioni di Maria Enrica Agostinelli, Milano, Einaudi scuola, 1988, ISBN 88-286-0078-0.
- Gianni Rodari, La Freccia Azzurra, illustrazioni di Gianni Peg e Lorena Munforti, Roma, Editori Riuniti, 1992, ISBN 88-359-3649-7.
- Gianni Rodari, Le avventure di Cipollino; Gelsomino nel paese dei bugiardi; La Freccia Azzurra, collana La mia prima biblioteca. Il sogno, illustrazioni di Alessandra Scandella, n. 4, Roma, Editalia, 1996.
- Gianni Rodari, La Freccia Azzurra, collana Matite italiane, illustrazioni di Simona Mulazzani, Roma, Editori Riuniti, 2000, ISBN 88-359-5406-1.
- Gianni Rodari, La Freccia Azzurra, illustrazioni di Nicoletta Costa, San Dorligo della Valle, Einaudi ragazzi, 2010, ISBN 978-88-7926-872-1.
- Gianni Rodari, La Freccia Azzurra, collana La biblioteca della fantasia, illustrazioni di Nicoletta Costa, n. 9, Milano, Il Sole 24 Ore, 2012.
- Gianni Rodari, La Freccia Azzurra, collana Collezione Gianni Rodari, illustrazioni di Nicoletta Costa, n. 9, Milano, RCS, 2012.
- Gianni Rodari, La Freccia Azzurra, collana Le grandi collezioni, illustrazioni di Nicoletta Costa, n. 9, Roma, GEDI Gruppo Editoriale, 2018.